# M-87 Orkan
M-87 Orkan — югославська повністю автоматизована самохідна реактивна система залпового вогню. Типовий проєкт M-87 складався з 12 пускових труб, установлених на вантажівці FAP 2832. Дальність стрільби — приблизно від 50 до 120 км, з можливістю доставки боєголовок, протитанкових і протипіхотних мін. Виробництво «Orkan M-87» припинилося на початку 1990-х у зв'язку з розпадом Югославії.

## Історія
Розробка розпочалася як спільний проєкт СФРЮ та Іраку під назвою «KOL-15», головним інженером якого, а також розробником технічних вимог був професор Обрад Вучурович. На ранніх стадіях переговорів з Іраком Югославія запропонувала два варіанти:
- Розробка реактивної системи залпового вогню (РСЗВ) з 12 стволами і дальністю 50 км
- Розробка РСЗВ з 4 стволами і дальністю 120 км.

Ірак обрав перший варіант, як і Югославія.
На початку розробки було збудовано два дослідні зразки: по одному для Югославії та Іраку. Відповідно до запитів покупців було розроблено ракети з бойовими касетними частинами.
За словами директора з виробничих питань відділення артилерії Белградського військово-технічного інституту професора Обрада Вучуровича, «Оркан» ніколи не був копією жодної попередньої конструкції. Югославська доктрина під час розробки цієї системи засновувалася на передумові, що країни, які копіюють проєкти, щонайменше на п'ять років відстають від тих, які цю зброю розробили.

## Характеристики
Одна батарея «M-87 Orkan» складається з:
- чотирьох пускових установок з формулою моста 8×8
- чотирьох машин поповнення запасів 8×8 (кожна з 24 ракетами)
- однієї командно-штабної машини 8×8
- двох легких машин топографічної зйомки 4×4
- двох легких пересувних спостережних пунктів 4×4
- однієї машини метеорологічного обстеження 4×4

Автомобіль «FAP 2832» з опорною платформою оснащено центральною системою регулювання тиску в шинах, якою керує водій зсередини кабіни, а для забезпечення більшої стійкості пускового майданчика на землю дистанційним керуванням опускаються чотири стабілізатори по одному з обох боків ззаду другого колеса і два з самого заду. Під час поїздки пускова установка пересувається наперед і повністю укривається брезентовим накриттям з незнімними стійками.

### Ракети
Ракета завдовжки 4,6 метра, уміщена в склокерамічний корпус, транспортується автомобілем. Ракети перезаряджає «FAP 3232» із вбудованим краном.
Швидкість ракети — 1000 м/с. Ракети з розширеною дальністю дії — завдовжки 4,88 м і вагою 404 кг. Батарея з 4 пускових установок із 16 стволами та 192 ракетами може охопити цільову площу 3—4 км².

### Відмітні риси
До її унікальних особливостей на момент запровадження (1987 р.) порівняно з іншими РСЗВ, що діяли на той час, належать:
- здатність розсіювати протипіхотні та протитанкові міни з місця стрільби на віддаль до 50 км.
- напівавтоматичне заряджання.
- готовність до стрільби за дві хвилини.
- дуже точне автоматичне вирівнювання зброї: система мала коректор із телевізійною камерою для коригування траєкторії ракети.
- автоматичний приціл ствола.
- тверді хромовані стволи без необхідності чищення.
- міни КБ-2 з крилами та парашутами з двома запобіжниками (магнітними) і механізмом самознищення через 24 або 48 годин[2]

За словами Обрада Вучуровича, головною особливістю «Оркана» була здатність розсіювати протитанкові або протипіхотні міни на відстань від 5 до 50 км від місця стрільби.

## Модифікації та версії

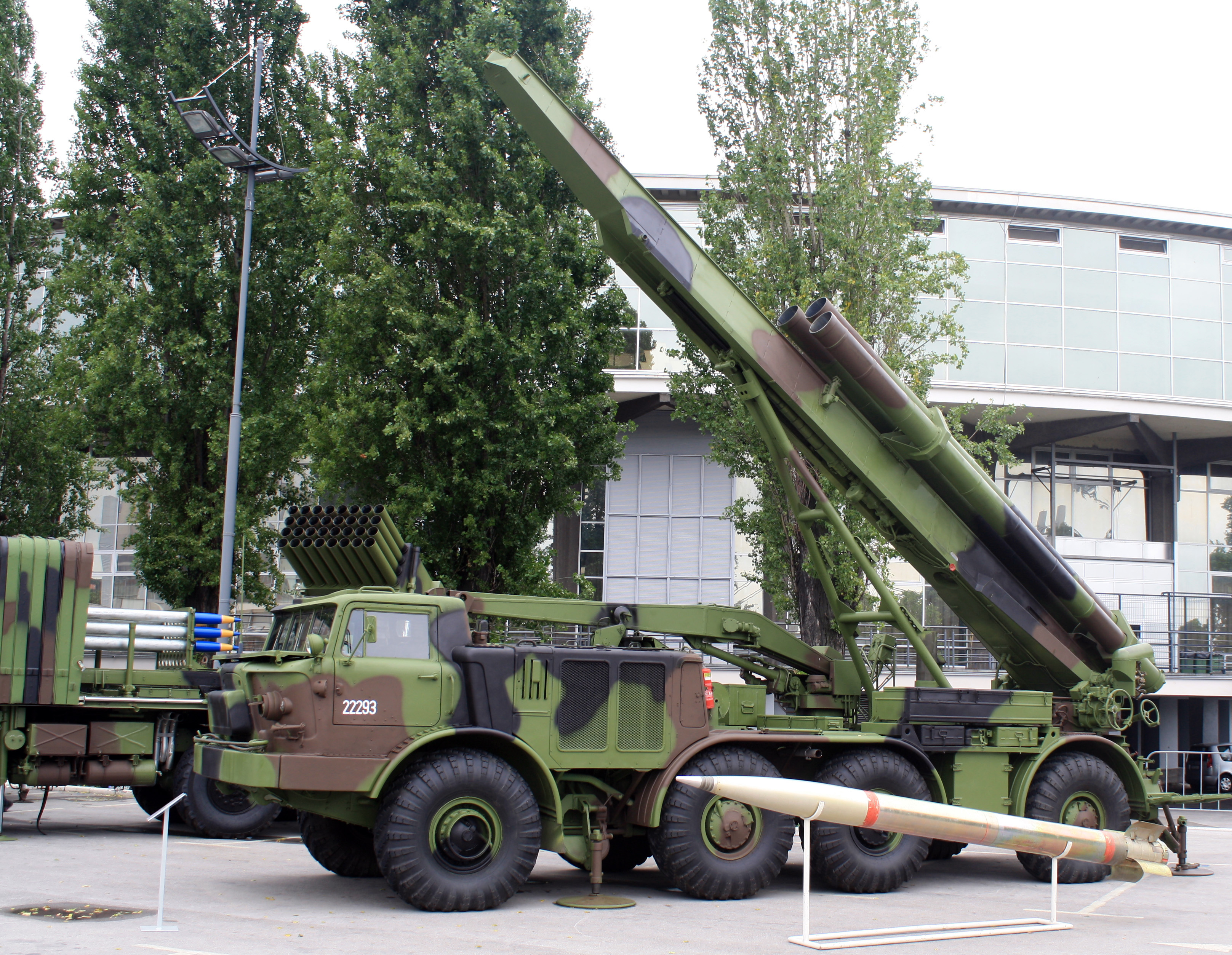
«Orkan II» на військовій виставці-продажу «Партнер 2011»

Було кілька модифікацій «Orkan M-87»:
- Першу модифікацію здійснила Армія Республіки Сербської з двома стволами, розміщеними на пусковій установці «Luna R-65».
- СР Югославія модифікувала «Крупп М-418/37» і помістила на нього два стволи «Оркана».
- Сербія розробила модифікацію «M-96 Orkan II». Найпростішим розв'язком було інтегрувати чотири 262-мм пускові трубки на пусковій установці на базі ЗІЛ-135, оскільки це вимагало мінімальних капіталовкладень. Основне призначення цих видозмінених пускових установок може бути відновлено[7]. Новорозроблені ракети збільшили дальність дії «Оркан II» до 65 км[8].
- «Orkan CER», розроблений компанією «Югоімпорт-СДПР» на базі КамАЗ-6350[9].
- багатокаліберна РСЗВ «Dominator M2/12 MLRS», розроблена «Югоімпорт-СДПР», яка використовує 16 262-міліметрових ракет «Orkan»[10].

## Історія застосувань
Під час війни в Хорватії Республіка Сербська Країна застосувала М-87 «Оркан» по цивільних цілях у Загребі. Наказ про обстріл віддав Мілан Мартич у помсту за проведену перед тим операцію «Блискавка».

## Оператори

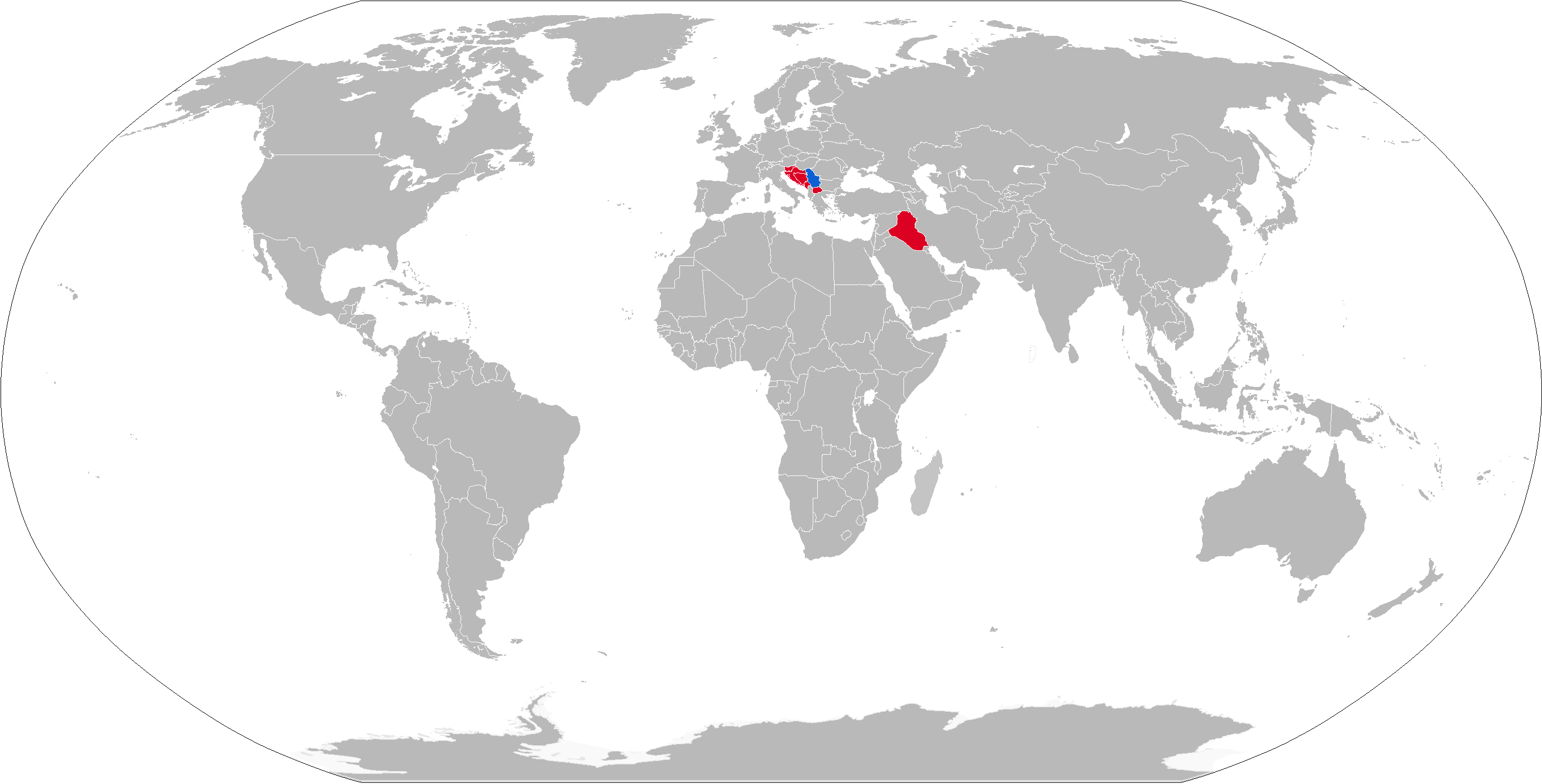
Карта з операторами М-87, позначеними синім, та колишніми операторами, позначеними червоним

### Поточні оператори
- Сербія — 4 «M-96 Orkan II».[7] Серед колишніх югославських республік, які володіли цією системою залпового вогню, тільки Сербія не підписала протокол про знищення касетних боєприпасів[14].